# San Carlo all'Arena (crkva)
San Carlo all'Arena je rimokatolička crkva izgrađena u baroknom stilu s neoklasičnom fasadom, a nalazi se na ulici Via Foria u četvrti ili četvrti San Carlo all'Arena, u gradu Napulju, Italija.

## Povijest
Izvorno crkva pripojena cistercitskom samostanu. Zgradu je projektirao Fra Giuseppe Nuvolo, a izgradio ju je prvobitno Silvestro Cordella. Gradnja je produljena od 1631.-1681. Crkva je dobila ime po pjeskovitom tlu na kojem je sagrađena. Godine 1837. restaurirao ju je Francesco de Cesare, a početkom 19. stoljeća dodana je ovalna kupola. Dok su cisterciti bili lišeni posjeda s Napoleonovom okupacijom, oni su povratili posjed 1836. sve dok red nije ugušen nakon integracije Napulja u talijansku državu.
Unutrašnjost ima bareljefe Vincenza Annibalea koji prikazuju priču iz života San Carla i Krista . Djelomično oštećeno, ali vrlo cijenjeno raspelo (1599.) Michelangela Naccherina nekoć je stajalo u bazilici dello Spirito Santo. Gennaro Maldarelli freskama je kupolu. Michele di Napoli naslikao je San Francesco di Paola. Giuseppe Mancinelli naslikao je Carla Borromea koji pruža Viaticum žrtvama kuge.